# UCI World Tour 2022
Cet article concerne la compétition masculine. Pour la compétition féminine, voir UCI World Tour féminin 2022.
Navigation
Édition précédente Édition suivante
L'UCI World Tour 2022 est la douzième édition de l'UCI World Tour, le successeur du ProTour et du calendrier mondial. Il regroupe les trente et une compétitions phares du cyclisme sur route professionnel masculin.

## Équipes
18 équipes sont inscrites en tant qu'UCI WorldTeam en 2022. Par rapport à la saison dernière, il y a un seul changement, avec la disparition de l'équipe Qhubeka NextHash. La liste définitive est annoncée le 9 décembre 2021 :
| Code | Équipe                                    | Propriétaire de la licence       | Pays                | Groupe     | Vélos       | Roues             | Création |
| ---- | ----------------------------------------- | -------------------------------- | ------------------- | ---------- | ----------- | ----------------- | -------- |
| ACT  | AG2R Citroën Team (2022)                  | EUSRL France Cyclisme            | France              | Campagnolo | BMC         | Campagnolo        | 1992     |
| AST  | Astana Qazaqstan Team (2022)              | Olympus Sarl                     | Kazakhstan          | Shimano    | Wilier      | Corima            | 2007     |
| TBV  | Bahrain Victorious (2022)                 | Bahrain World Tour Cycling Team  | Bahreïn             | Shimano    | Merida      | Vision            | 2017     |
| BOH  | Bora-Hansgrohe (2022)                     | Ralph Denk pro cycling GmbH      | Allemagne           | Shimano    | Specialized | Roval             | 2010     |
| COF  | Cofidis (2022)                            | Cofidis Compétition EUSRL        | France              | Campagnolo | De Rosa     | Fulcrum           | 1996     |
| EFE  | EF Education-EasyPost (2022)              | Slipstream Sports LLC            | États-Unis          | Shimano    | Cannondale  | Vision            | 2005     |
| GFC  | Groupama-FDJ (2022)                       | Société de Gestion de L'Echappée | France              | Shimano    | Lapierre    | Shimano           | 1997     |
| IGD  | Ineos Grenadiers (2022)                   | Tour Racing Limited              | Grande-Bretagne     | Shimano    | Pinarello   | Shimano           | 2010     |
| IWG  | Intermarché-Wanty-Gobert Matériaux (2022) | Want You Cycling                 | Belgique            | Shimano    | Cube        | Fulcrum           | 2008     |
| IPT  | Israel-Premier Tech (2022)                | Cycling Academy Ltd.             | Israël              | Shimano    | Factor      | Black Inc         | 2015     |
| TJV  | Jumbo-Visma (2022)                        | Team Oranje Road BV              | Pays-Bas            | Shimano    | Cervélo     | Shimano           | 1984     |
| LTS  | Lotto-Soudal (2022)                       | Belgian Cycling Project          | Belgique            | Campagnolo | Ridley      | Campagnolo        | 2012     |
| MOV  | Movistar Team (2022)                      | Abarca Sports S.L.               | Espagne             | SRAM       | Canyon      | Zipp              | 1980     |
| QST  | Quick-Step Alpha Vinyl Team (2022)        | Decolef Lux Sarl                 | Belgique            | Shimano    | Specialized | Roval             | 2003     |
| BEX  | Team BikeExchange Jayco (2022)            | GreenEdge Cycling                | Australie           | Shimano    | Giant       | Shimano et Vision | 2012     |
| DSM  | Team DSM (2022)                           | SMS Cycling B.V.                 | Pays-Bas            | Shimano    | Scott       | Shimano           | 2005     |
| TFS  | Trek-Segafredo (2022)                     | Trek Factory Racing              | États-Unis          | SRAM       | Trek        | Bontrager         | 2011     |
| UAD  | UAE Team Emirates (2022)                  | CGS Cycling Team AG              | Émirats arabes unis | Campagnolo | Colnago     | Campagnolo        | 1990     |

À la fin de l'année 2022, un classement tient compte des résultats des équipes pendant les trois dernières saisons (2020, 2021 et 2022). Ce classement permet aux 18 équipes comptabilisant le plus de points d'officier en UCI World Tour pendant les trois prochaines saisons (2023, 2024 et 2025). Les équipes classées 19e et 20e reçoivent une invitation systématique pour les courses UCI World Tour pendant l'année 2023.
Les résultats de 2022 permettent aux équipes Alpecin-Deceuninck (Belgique) et Arkéa-Samsic (France) d'intégrer la liste des équipes UCI World Tour pour les trois prochaines saisons tandis que les équipes Lotto-Soudal (Belgique) et Israel-Premier Tech (Israël) quittent l'élite des équipes World Tour mais reçoivent une invitation systématique pour les courses UCI World Tour pendant l'année 2023.

## Participations des équipes et wild cards
Les équipes World Tour (ou WorldTeams) sont automatiquement invitées à toutes les courses composant le calendrier. Néanmoins, elles ne sont pas dans l'obligation de participer aux épreuves de catégorie 5. En revanche, leur présence sur les autres courses reste obligatoire. Grâce à leur classement aux deux premières places des UCI ProTeams figurant dans le Classement mondial UCI 2021 par équipes, les équipes Alpecin-Fenix et  Arkéa-Samsic sont également invitées à toutes les compétitions, mais elle peuvent refuser de participer à l'une ou l'autre des épreuves. Enfin la troisième meilleure UCI ProTeam en 2021, à savoir TotalEnergies, est quant à elle invitée à toutes les courses d'un jour du World Tour.

## Calendrier et résultats
En raison de problèmes logistiques liés au COVID-19 soulevés par les équipes concernant les voyages en Australie (y compris les exigences strictes de quarantaine), le Tour Down Under (18-23 janvier) et la Cadel Evans Great Ocean Road Race (30 janvier) sont annulés,. Le 8 juin 2022, le Benelux Tour (29 août-4 septembre) est annulé en raison d'un calendrier de course surchargé à cette période. Le 17 juin 2022, le Tour du Guangxi (13-18 octobre) est également annulé en raison des restrictions de voyage causées par la pandémie de COVID-19.
Les courses notées en gras sont les 5 monuments.
Les courses sur fond de bandeau de couleur sont les 3 grands tours.
| No | Date                 | Nom de l'épreuve                | Pays                | Cat | Vainqueur            | Deuxième           | Troisième            |
| -- | -------------------- | ------------------------------- | ------------------- | --- | -------------------- | ------------------ | -------------------- |
| 1  | 20-26 février        | Tour des Émirats arabes unis    | Émirats arabes unis | 5   | Tadej Pogačar        | Adam Yates         | Pello Bilbao         |
| 2  | 26 février           | Circuit Het Nieuwsblad          | Belgique            | 5   | Wout van Aert        | Sonny Colbrelli    | Greg Van Avermaet    |
| 3  | 5 mars               | Strade Bianche                  | Italie              | 5   | Tadej Pogačar        | Alejandro Valverde | Kasper Asgreen       |
| 4  | 6-13 mars            | Paris-Nice                      | France              | 3   | Primož Roglič        | Simon Yates        | Daniel Martínez      |
| 5  | 7-13 mars            | Tirreno-Adriatico               | Italie              | 3   | Tadej Pogačar        | Jonas Vingegaard   | Mikel Landa          |
| 6  | 19 mars              | Milan-San Remo                  | Italie              | 3   | Matej Mohorič        | Anthony Turgis     | Mathieu van der Poel |
| 7  | 21-27 mars           | Tour de Catalogne               | Espagne             | 4   | Sergio Higuita       | Richard Carapaz    | João Almeida         |
| 8  | 23 mars              | Classic Bruges-La Panne         | Belgique            | 5   | Tim Merlier          | Dylan Groenewegen  | Nacer Bouhanni       |
| 9  | 25 mars              | E3 Saxo Bank Classic            | Belgique            | 4   | Wout van Aert        | Christophe Laporte | Stefan Küng          |
| 10 | 27 mars              | Gand-Wevelgem                   | Belgique            | 3   | Biniam Girmay        | Christophe Laporte | Dries Van Gestel     |
| 11 | 30 mars              | À travers les Flandres          | Belgique            | 5   | Mathieu van der Poel | Tiesj Benoot       | Tom Pidcock          |
| 12 | 3 avril              | Tour des Flandres               | Belgique            | 3   | Mathieu van der Poel | Dylan van Baarle   | Valentin Madouas     |
| 13 | 4-9 avril            | Tour du Pays basque             | Espagne             | 4   | Daniel Martínez      | Ion Izagirre       | Aleksandr Vlasov     |
| 14 | 10 avril             | Amstel Gold Race                | Pays-Bas            | 3   | Michał Kwiatkowski   | Benoît Cosnefroy   | Tiesj Benoot         |
| 15 | 17 avril             | Paris-Roubaix                   | France              | 3   | Dylan van Baarle     | Wout van Aert      | Stefan Küng          |
| 16 | 20 avril             | Flèche wallonne                 | Belgique            | 4   | Dylan Teuns          | Alejandro Valverde | Aleksandr Vlasov     |
| 17 | 24 avril             | Liège-Bastogne-Liège            | Belgique            | 3   | Remco Evenepoel      | Quinten Hermans    | Wout van Aert        |
| 18 | 26 avril-1er mai     | Tour de Romandie                | Suisse              | 3   | Aleksandr Vlasov     | Gino Mäder         | Simon Geschke        |
| 19 | 1er mai              | Eschborn-Francfort              | Allemagne           | 5   | Sam Bennett          | Fernando Gaviria   | Alexander Kristoff   |
| 20 | 6-29 mai             | Tour d'Italie                   | Italie              | 2   | Jai Hindley          | Richard Carapaz    | Mikel Landa          |
| 21 | 5-12 juin            | Critérium du Dauphiné           | France              | 3   | Primož Roglič        | Jonas Vingegaard   | Ben O'Connor         |
| 22 | 12-19 juin           | Tour de Suisse                  | Suisse              | 3   | Geraint Thomas       | Sergio Higuita     | Jakob Fuglsang       |
| 23 | 1er-24 juillet       | Tour de France                  | France              | 1   | Jonas Vingegaard     | Tadej Pogačar      | Geraint Thomas       |
| 24 | 30 juillet           | Classique de Saint-Sébastien    | Espagne             | 4   | Remco Evenepoel      | Pavel Sivakov      | Tiesj Benoot         |
| 25 | 30 juillet-5 août    | Tour de Pologne                 | Pologne             | 4   | Ethan Hayter         | Thymen Arensman    | Pello Bilbao         |
| 26 | 19 août-11 septembre | Tour d'Espagne                  | Espagne             | 2   | Remco Evenepoel      | Enric Mas          | Juan Ayuso           |
| 27 | 21 août              | Cyclassics Hamburg              | Allemagne           | 4   | Marco Haller         | Wout van Aert      | Quinten Hermans      |
| 28 | 28 août              | Bretagne Classic                | France              | 4   | Wout van Aert        | Axel Laurance      | Alexander Kamp       |
| 29 | 9 septembre          | Grand Prix cycliste de Québec   | Canada              | 3   | Benoît Cosnefroy     | Michael Matthews   | Biniam Girmay        |
| 30 | 11 septembre         | Grand Prix cycliste de Montréal | Canada              | 3   | Tadej Pogačar        | Wout van Aert      | Andrea Bagioli       |
| 31 | 8 octobre            | Tour de Lombardie               | Italie              | 3   | Tadej Pogačar        | Enric Mas          | Mikel Landa          |

## Classements
Les classements UCI World Tour ne sont plus calculés depuis 2019. Ils sont remplacés par le classement mondial UCI.

## Victoires sur le World Tour
Mis à jour après le Tour de Lombardie
Ci-dessous les coureurs, équipes et pays ayant gagné au moins une course ou une étape d'une course sur l'édition 2022 du World Tour 
| #  | Coureur              | Équipe                             | Vict. |
| -- | -------------------- | ---------------------------------- | ----- |
| 1  | Tadej Pogačar        | UAE Team Emirates                  | 12    |
| 2  | Wout van Aert        | Jumbo-Visma                        | 9     |
| 3  | Remco Evenepoel      | Quick-Step Alpha Vinyl             | 6     |
| 4  | Mads Pedersen        | Trek-Segafredo                     | 5     |
| 4  | Primož Roglič        | Jumbo-Visma                        | 5     |
| 6  | Richard Carapaz      | Ineos Grenadiers                   | 4     |
| 6  | Arnaud Démare        | Groupama-FDJ                       | 4     |
| 6  | Jasper Philipsen     | Alpecin-Deceuninck                 | 4     |
| 6  | Jonas Vingegaard     | Jumbo-Visma                        | 4     |
| 10 | Sam Bennett          | Bora-Hansgrohe                     | 3     |
| 10 | Ethan Hayter         | Ineos Grenadiers                   | 3     |
| 10 | Sergio Higuita       | Bora-Hansgrohe                     | 3     |
| 10 | Mathieu van der Poel | Alpecin-Deceuninck                 | 3     |
| 10 | Aleksandr Vlasov     | Bora-Hansgrohe                     | 3     |
| 10 | Simon Yates          | BikeExchange Jayco                 | 3     |
| 16 | Thymen Arensman      | DSM                                | 2     |
| 16 | Phil Bauhaus         | Bahrain Victorious                 | 2     |
| 16 | Koen Bouwman         | Jumbo-Visma                        | 2     |
| 16 | Mark Cavendish       | Quick-Step Alpha Vinyl             | 2     |
| 16 | Filippo Ganna        | Ineos Grenadiers                   | 2     |
| 16 | Biniam Girmay        | Intermarché-Wanty-Gobert Matériaux | 2     |
| 16 | Kaden Groves         | BikeExchange Jayco                 | 2     |
| 16 | Jai Hindley          | Bora-Hansgrohe                     | 2     |
| 16 | Fabio Jakobsen       | Quick-Step Alpha Vinyl             | 2     |
| 16 | Christophe Laporte   | Jumbo-Visma                        | 2     |
| 16 | Daniel Martínez      | Ineos Grenadiers                   | 2     |
| 16 | Michael Matthews     | BikeExchange Jayco                 | 2     |
| 16 | Tim Merlier          | Alpecin-Deceuninck                 | 2     |
| 16 | Dylan Teuns          | Bahrain Victorious                 | 2     |
| 16 | Jay Vine             | Alpecin-Deceuninck                 | 2     |
| 31 | Pascal Ackermann     | UAE Team Emirates                  | 1     |
| 31 | Julian Alaphilippe   | Quick-Step Alpha Vinyl             | 1     |
| 31 | João Almeida         | UAE Team Emirates                  | 1     |
| 31 | Andrea Bagioli       | Quick-Step Alpha Vinyl             | 1     |
| 31 | Warren Barguil       | Arkéa-Samsic                       | 1     |
| 31 | Patrick Bevin        | Israel-Premier Tech                | 1     |
| 31 | Pello Bilbao         | Bahrain Victorious                 | 1     |
| 31 | Stefan Bissegger     | EF Education-EasyPost              | 1     |
| 31 | Santiago Buitrago    | Bahrain Victorious                 | 1     |
| 31 | Mathieu Burgaudeau   | TotalEnergies                      | 1     |
| 31 | Giulio Ciccone       | Trek-Segafredo                     | 1     |
| 31 | Simon Clarke         | Israel-Premier Tech                | 1     |
| 31 | Magnus Cort Nielsen  | EF Education-EasyPost              | 1     |
| 31 | Benoît Cosnefroy     | AG2R Citroën                       | 1     |
| 31 | Alessandro Covi      | UAE Team Emirates                  | 1     |
| 31 | Alberto Dainese      | DSM                                | 1     |
| 31 | Dries De Bondt       | Alpecin-Deceuninck                 | 1     |
| 31 | Thomas De Gendt      | Lotto-Soudal                       | 1     |
| 31 | Nico Denz            | DSM                                | 1     |
| 31 | Caleb Ewan           | Lotto-Soudal                       | 1     |
| 31 | Valentin Ferron      | TotalEnergies                      | 1     |
| 31 | David Gaudu          | Groupama-FDJ                       | 1     |
| 31 | Dylan Groenewegen    | BikeExchange Jayco                 | 1     |
| 31 | Marco Haller         | Bora-Hansgrohe                     | 1     |
| 31 | Jesús Herrada        | Cofidis                            | 1     |
| 31 | Jan Hirt             | Intermarché-Wanty-Gobert Matériaux | 1     |
| 31 | Hugo Houle           | Israel-Premier Tech                | 1     |
| 31 | Daryl Impey          | Israel-Premier Tech                | 1     |
| 31 | Ion Izagirre         | Cofidis                            | 1     |
| 31 | Bob Jungels          | AG2R Citroën                       | 1     |
| 31 | Lennard Kämna        | Bora-Hansgrohe                     | 1     |
| 31 | Olav Kooij           | Jumbo-Visma                        | 1     |
| 31 | Michał Kwiatkowski   | Ineos Grenadiers                   | 1     |
| 31 | Yves Lampaert        | Quick-Step Alpha Vinyl             | 1     |
| 31 | Andreas Leknessund   | DSM                                | 1     |
| 31 | Louis Meintjes       | Intermarché-Wanty-Gobert Matériaux | 1     |
| 31 | Brandon McNulty      | UAE Team Emirates                  | 1     |
| 31 | Sebastián Molano     | UAE Team Emirates                  | 1     |
| 31 | Matej Mohorič        | Bahrain Victorious                 | 1     |
| 31 | Ben O'Connor         | AG2R Citroën                       | 1     |
| 31 | Stefano Oldani       | Alpecin-Deceuninck                 | 1     |
| 31 | Tom Pidcock          | Ineos Grenadiers                   | 1     |
| 31 | Thibaut Pinot        | Groupama-FDJ                       | 1     |
| 31 | Carlos Rodríguez     | Ineos Grenadiers                   | 1     |
| 31 | Peter Sagan          | TotalEnergies                      | 1     |
| 31 | Matteo Sobrero       | BikeExchange Jayco                 | 1     |
| 31 | Marc Soler           | UAE Team Emirates                  | 1     |
| 31 | Gerben Thijssen      | Intermarché-Wanty-Gobert Matériaux | 1     |
| 31 | Geraint Thomas       | Ineos Grenadiers                   | 1     |
| 31 | Rigoberto Urán       | EF Education-EasyPost              | 1     |
| 31 | Mathias Vacek        | Gazprom-RusVelo                    | 1     |
| 31 | Dylan van Baarle     | Ineos Grenadiers                   | 1     |
| 31 | Ethan Vernon         | Quick-Step Alpha Vinyl             | 1     |
| 31 | Carlos Verona        | Movistar                           | 1     |
| 31 | Alexis Vuillermoz    | TotalEnergies                      | 1     |
| 31 | Stephen Williams     | Bahrain Victorious                 | 1     |

| #  | Équipe                             | Vict. |
| -- | ---------------------------------- | ----- |
| 1  | Jumbo-Visma                        | 24    |
| 2  | UAE Team Emirates                  | 18    |
| 3  | Ineos Grenadiers                   | 16    |
| 4  | Quick-Step Alpha Vinyl             | 14    |
| 5  | Alpecin-Deceuninck                 | 13    |
| 5  | Bora-Hansgrohe                     | 13    |
| 7  | BikeExchange Jayco                 | 9     |
| 8  | Bahrain Victorious                 | 8     |
| 9  | Groupama-FDJ                       | 6     |
| 9  | Trek-Segafredo                     | 6     |
| 11 | DSM                                | 5     |
| 11 | Intermarché-Wanty-Gobert Matériaux | 5     |
| 13 | Israel-Premier Tech                | 4     |
| 13 | TotalEnergies                      | 4     |
| 15 | AG2R Citroën                       | 3     |
| 15 | EF Education-EasyPost              | 3     |
| 17 | Cofidis                            | 2     |
| 17 | Lotto-Soudal                       | 2     |
| 19 | Arkéa-Samsic                       | 1     |
| 19 | Gazprom-RusVelo                    | 1     |
| 19 | Movistar                           | 1     |

| #                | Pays            | Vict. |
| ---------------- | --------------- | ----- |
| 1                | Belgique        | 27    |
| 2                | Slovénie        | 18    |
| 3                | France          | 14    |
| 4                | Pays-Bas        | 13    |
| 5                | Grande-Bretagne | 12    |
| 6                | Australie       | 11    |
| 7                | Danemark        | 10    |
| 8                | Colombie        | 8     |
| 8                | Italie          | 8     |
| 10               | Espagne         | 6     |
| 11               | Allemagne       | 5     |
| 12               | Équateur        | 4     |
| 13               | Irlande         | 3     |
| 13               | Russie          | 3     |
| 15               | Érythrée        | 2     |
| 15               | Tchéquie        | 2     |
| 15               | Afrique du Sud  | 2     |
| 18               |                 |       |
| Autriche         | 1               |       |
| Canada           | 1               |       |
| États-Unis       | 1               |       |
| Luxembourg       | 1               |       |
| Norvège          | 1               |       |
| Nouvelle-Zélande | 1               |       |
| Pologne          | 1               |       |
| Portugal         | 1               |       |
| Slovaquie        | 1               |       |
| Suisse           | 1               |       |